# Монтеро Флорес, Лисардо
Лиса́рдо Монте́ро Фло́рес (исп. Lizardo Montero Flores; 27 мая 1832, провинция Аябача, Перу — 5 февраля 1905, Лима) — перуанский военный и политический деятель, президент Перу (1881—1883).
Лисардо Монтеро Флорес родился в провинции Аябача 27 мая 1832 года в семье контр-адмирала военно-морских сил Перу. В 1850 году, в возрасте 18 лет, поступил на морскую службу. В 1857 году, проходя службу на фрегате «Apurímac», поддержал мятеж Виванко.

## Ранняя карьера
В 1865 году поддержал генерала Мариано Игнасио Прадо в организованном перевороте против президента Песета, после чего ему было присвоено звание капитан-лейтенанта, а также командовал эскадрой во время конфликта с Испанией в 1866 году.
В 1871 году он был избран в сенат от провинции Пьюра, через пять лет он был повышен в звании до контр-адмирала. После начала войны с Чили был назначен командующим силами юга страны.
После поражения в морской компании отправился в Лиму и был включён президентом Пьеролой в Генеральный Штаб. Принимал участие в сражениях при Сан-Хуане и Мирафлорес 13 и 15 января 1881 года. После оккупации столицы он был назначен командующим силами севера страны, позже он был утверждён вице-президентом при правительстве Франсиско Гарсия Кальдерона.

## Президентство
После ареста и депортации президента Кальдерона Лисардо Монтеро Флорес стал временным президентом Перу и вёл переговоры о заключении мира. Отказ от уступки территорий вынудил его удалиться из столицы и организовать работы правительства в Арекипе. В течение следующих нескольких лет Перу охватила анархия, различными частями страны управляли разные правительства, север страны был подконтролен Мигелю Иглесиасу, а центральная часть была под контролем Андреса Авелино Касереса.
В 1883 году, после подписания мирного договора с Чили, Лисардо Монтеро Флорес был вынужден покинуть страну, обратно он вернулся только в 1890 году, после чего стал вновь сенатором от Пьюры.
Умер, находясь на пенсии в 1905 году в Лиме.